# 小林千花
小林 千花（こばやし ちか、1995年10月3日）は、日本の元舞台女優。身長155cm。生島企画室に所属していた。株式会社ファーストキャビンHD代表取締役社長。

## 来歴・人物
東京都港区出身。実家は丸ノ内ホテルの創業者一族で、姉は宝塚歌劇団の現役男役。
聖心女子学院初等科・中等科を卒業後、日本音楽高校（舞台芸術コース）を経て、国士館高校に編入。同高校を卒業後、明治学院大学法学部政治学科に入学。
大学在学中からライターとして、小学館のニュースサイト『NEWSポストセブン』でホテルに関するコラムを連載していたほか、角川春樹事務所から発行されている月刊ファッション雑誌『美人百花』の専属読者モデルをつとめていた。2019年に女優デビューした。
かつてmenu株式会社コミュニケーション本部で広報・PRを担当していた。2023年9月、（株）ファーストキャビンHDの取締役に就任。翌年、2024年11月代表取締役社長に就任。

## 主な出演

### テレビ
- ザ!世界仰天ニュース「苦しむ芸能人2時間スペシャル」（2019年8月6日、日本テレビ） - 「よく鼻血を出す女性、衝撃の病気」再現VTR出演
- スクール革命!（2022年1月23日、日本テレビ） - 「一度は泊まりたい!バズってる宿!」ゲスト先生[8]

### 舞台
- MOTHER ～特攻の母 鳥濱トメ物語～（2019年5月2日 - 5月6日 新国立劇場小劇場、2019年6月2日 愛知県豊田市）[5][9][10]
- 朗読劇 きくえのもとぐりむ 『でかける時はいつも』（2019年8月31日 - 9月3日 新宿眼科画廊）[11][12]
- ふるあめりかに袖はぬらさじ（2019年10月18日 - 10月27日 博多座、2019年11月3日 - 11月27日 明治座）[13][14][15]
- 次郎長、渡世人辞めるってよ（2019年12月11日 - 12月15日 俳優座劇場） - 小里 役[16][17]
- フクロウガスム（2019年12月25日 - 12月29日 赤坂レッドシアター） - ナナ 役[18][19][20]

### その他
- ビデオパッケージ『ドコモスマホ教室』（2019年2月15日 - 2021年2月、NTTドコモ）

## モデル
- 『美人百花.com』（角川春樹事務所）専属読者モデル